# Noorderdijkvaart
De Noorderdijkvaart (Fries en officieel: Noarderdyksfeart) is een kanaal tussen Molkwerum en Stavoren in de gemeente Súdwest-Fryslân in de Nederlandse provincie Friesland.
De Noorderdijkvaart loopt vanaf de Westervaart en het  Het Wijd bij Molkwerum in zuidwestelijke richting langs de dijk van het IJsselmeer. In de dijk ligt een oude sluis (Molkwerumerzijl). De vaart loopt door de Prinsepoel (200 meter lang) naar de vuurtoren van Stavoren. De  vier kilometer lange Noorderdijkvaart maakt deel uit van de route van de Elfstedentocht.

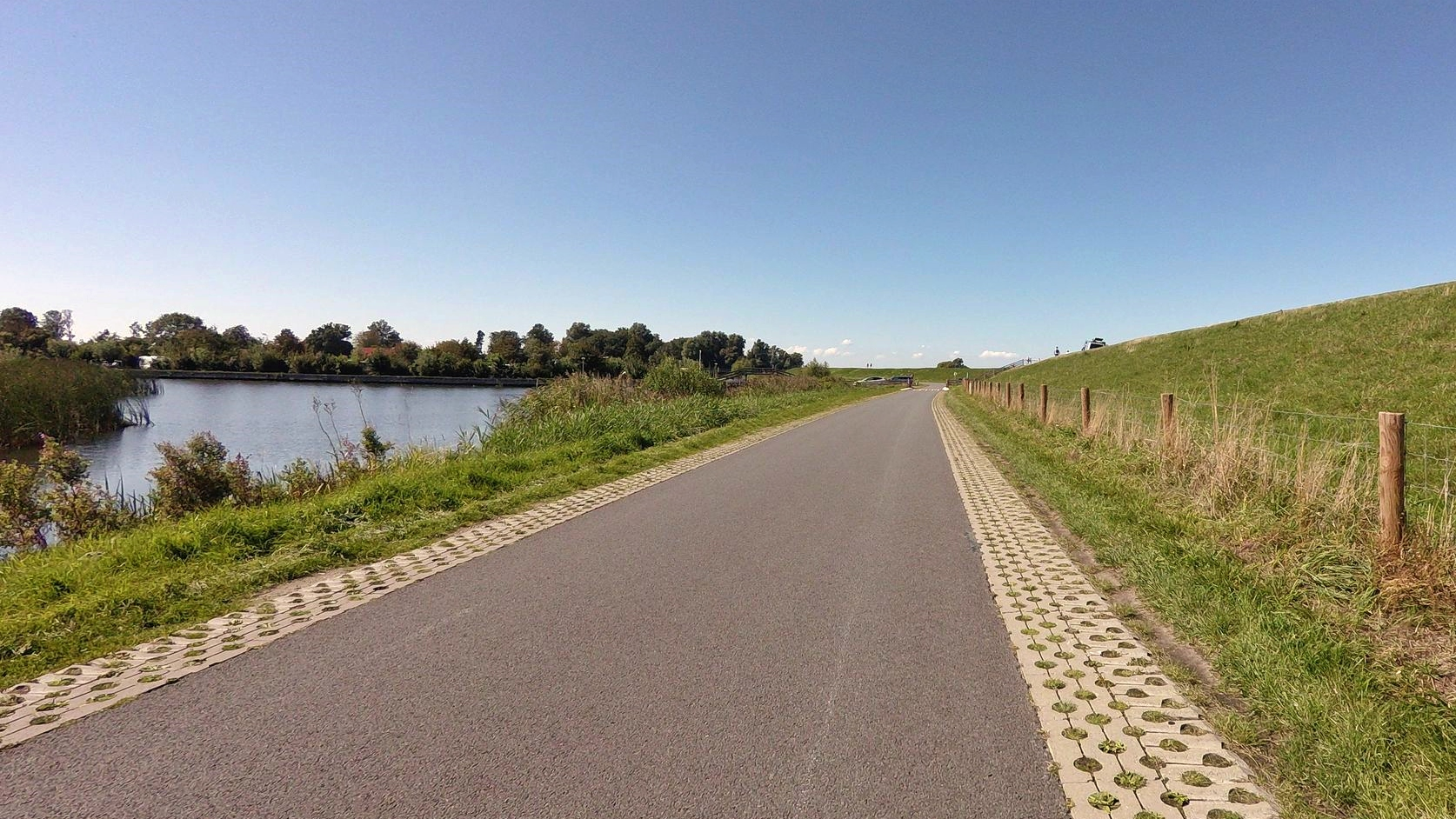
De Noorderdijkvaart en Het Wijd bij Molkwerum

Zwette · Stadsgracht (Sneek) · Geeuw · Wijddraai · Wijde Wijmerts · Nauwe Wijmerts · Noorder Ee · Ee (Woudsend) · Slotermeer · Slotergat · Slotermeer · Luts · Van Swinderenvaart · Spookhoekstervaart · Rijstervaart · Oud-Karre · Johan Frisokanaal · Morra · Johan Frisokanaal · Noorderdijkvaart · Het Wijd · De Gronzen · Indijk · Zijlroede (Hindeloopen) · Oude Oostervaart · Dijkvaart · Horsa · Burevaart · Diepe Dolte · Workumertrekvaart · Het Kruiswater · Stadsgracht (Bolsward) · Witmarsumervaart · Harlingervaart · Bolswardervaart · Zuidoostersingel · Noordoostersingel · Noordergracht (Harlingen) · Van Harinxmakanaal · Sexbierumervaart · Noordergracht (Franeker) · Dongjumervaart · Ried · Berlikumerwijd · Moddergat · Wierzijlsterrak · Blikvaart · Zuidhoekstervaart · Ouwe Rij · Leistervaart · Finkumervaart · Dokkumer Ee · Het Kleindiep · Dokkumer Ee · Oudkerkstervaart · Murk · Ouddeel · Bonkevaart (finish)